# Жуков, Владимир Романович
Владимир Романович Жуков (род. 17 августа 1946, город Макеевка, Донецкой области) — советский государственный деятель, 1-й секретарь Макеевского городского комитета КПУ Донецкой области, председатель Макеевского городского совета. Депутат Верховного Совета УССР 11-го созыва (с 1988 года). Депутат Верховной Рады Украины 1-го созыва, кандидат экономических наук (2003).

## Биография
Родился в семье рабочих.
В 1964 году окончил Макеевский металлургический техникум Донецкой области.
С 1964 г. — слесарь-ремонтник, вальцовщик, лаборант, инженер-исследователь, старший инженер центральной заводской лаборатории Макеевского металлургического комбината имени Кирова в Донецкой области.
В 1971 году окончил Донецкий политехнический институт по специальности «Обработка металлов давлением», инженер-металлург. Член КПСС.
В 1971 — 1972 г. — служба в Советской армии.
В 1972 — 1974 г. — старший инженер центральной заводской лаборатории Макеевского металлургического комбината имени Кирова.
В 1974 — 1980 г. — инструктор, заместитель заведующего промышленно-транспортным отделом Макеевского городского комитета КПУ Донецкой области.
В 1980 — 1981 г. — начальник прокатного цеха № 1 Макеевского металлургического комбината имени Кирова в Донецкой области.
В 1981 — 1984 г. — секретарь партийного комитета КПУ Макеевского металлургического комбината имени Кирова.
В 1984 — 1990 г. — 2-й, 1-й секретарь Макеевского городского комитета КПУ Донецкой области.
В 1985 — 1988 г. — учёба в Академии общественных наук при ЦК КПСС.
В 1990 — 1997 г. — председатель Макеевского городского Совета народных депутатов, председатель исполкома Макеевского городского Совета народных депутатов Донецкой области.
В июне 1997 — 2002 г. — генеральный директор — председатель правления ОАО «Макеевский металлургический комбинат».
В 2002 — 2007 г. — начальник Главного управления промышленности, энергетики, транспорта и связи Главного управления промышленности и развития инфраструктуры) Донецкой областной государственной администрации.
В 2003 году защитил кандидатскую диссертацию «Управление инновационно-инвестиционной деятельностью предприятия».
Председатель Макеевской городской организации Партии регионов.
В 2007 — 2014 г. — начальник Управления Государственного казначейства Украины в городе Макеевке Донецкой области. Работал помощником народного депутата Украины 5-го созыва Бурлакова Павла Николаевича.
Проживает в городе Макеевке, Донецкая Народная Республика.

## Награды
- орден «За заслуги» III ст.
- ордена
- медали
- почетный гражданин города Макеевки (1999)